# Music and Me (album de Michael Jackson)
Pour les articles homonymes, voir Music and Me.
Albums de Michael Jackson
Ben
(1972) Forever, Michael
(1975)
Singles
Music and Me est le troisième album en solo de Michael Jackson, sorti le 13 avril 1973 chez Motown.
Soutenu par les singles With a Child's Heart, Happy et Music and Me, l'album s'écoule à 800 000 exemplaires dans le monde.

## Titres de l'album
| No  | Titre                                          | Durée |
| --- | ---------------------------------------------- | ----- |
| 1.  | With a Child's Heart                           | 3:30  |
| 2.  | Up Again                                       | 2:50  |
| 3.  | All the Things You Are                         | 3:00  |
| 4.  | Happy (Love Theme from "Lady Sings the Blues") | 3:25  |
| 5.  | Too Young                                      | 3:38  |
| 6.  | Dogging' Around                                | 2:52  |
| 7.  | Johnny Raven                                   | 3:33  |
| 8.  | Euphoria                                       | 2:50  |
| 9.  | Morning Glow                                   | 3:37  |
| 10. | Music and Me                                   | 2:38  |